# Sisseltjärnen, Medelpad
Sisseltjärnen är en sjö i Ånge kommun i Medelpad och ingår i Ljungans huvudavrinningsområde.